# Cantó de Samoëns
El cantó de Samoëns és un cantó francès del departament de l'Alta Savoia, situat al districte de Bonneville. Té quatre municipis i el cap és Samoëns.

## Municipis
- Morillon
- Samoëns
- Sixt-Fer-à-Cheval
- Verchaix

| Data d'elecció                           | Identitat        | Partit                                             | Qualitat |
| ---------------------------------------- | ---------------- | -------------------------------------------------- | -------- |
| 1945-1949                                | M. Jay           | RGR                                                |          |
| 1949-1955                                | M. Rannaud       | MRP                                                |          |
| 1955-1961                                | M. Larroudé      | Divers droite                                      |          |
| 1961-1998                                | Adelin Malgrand  | SFIO, després Divers gauche, després divers droite |          |
| 1998-                                    | François Mogenet | Divers droite                                      |          |
| les dades anteriors no són pas conegudes |                  |                                                    |          |